# Трафик (филм, 1994)
Вижте пояснителната страница за други значения на Трафик.
„Трафик“ е български игрален филм (екшън, криминален, трилър) от 1995 година на режисьора Ивайло Джамбазов, по сценарий на Владо Даверов. Оператор Венец Димитров. Музиката е на Ценко Минкин, а художник е Олга Афиногенова.
Втори филм от тв сериала „Полицаи и престъпници“ .

## Сюжет
Средата на 1990-те е. Организираната престъпност в България вече има своя собствена структура. Бизнесът със златни монети е един от най-печелившите, но идва момент, в който печалбата взима връх над човешкия живот. От полицейския участък младият полицай Сашо (Христо Шопов) и неговият колега от Отдел убийства в София преследва точно една от тези опасни криминални групи, която зад гърба си има цяло досие с убийства. Следите го отвеждат до един автосервиз, където никой не е това, за което се представя и двойната игра се заплаща със собствения живот. 

## Актьорски състав
| Роля                                   | Изпълнител        |
| -------------------------------------- | ----------------- |
| лейтенант Сашо Димов                   | Христо Шопов      |
| полковник Матев                        | Васил Банов       |
| Емил Бонев, полицай и колега на Сашо   | Боян Атанасов     |
| Алекс Стефанов, бос на мафията         | Иван Иванов       |
| Иван Златния, босът на едната банда    | Иван Джамбазов    |
| вдовицата на Билян, любовница на Алекс | Мариана Станишева |
| приятелката на Сашо                    | Албена Чакърова   |
| Кирил Илиевски – Бидона                | Ути Бъчваров      |
| Цочо,автомонтьорът на Златния          | Юлиян Станишев    |
|                                        | Робин Кафалиев    |
| Симо Иманяра                           | Димитър Терзиев   |
| Георги Петракиев – Софиянеца           | Емил Джуров       |
| Билян – синът на Златния               | Борис Чернев      |
|                                        | Елина Калинова    |
|                                        | Радослава Чушева  |
|                                        | Христо Сендов     |
|                                        | Асен Дражев       |
|                                        | Катя Тузалска     |
|                                        | Наталия Миланова  |
|                                        | Иво Михайлов      |
|                                        | Владимир Чипев    |
|                                        | Николета Лотова   |
|                                        | Васко Чушев       |